# Order of the Eastern Star
Order of the Eastern Star er et broderskab, som både mænd og kvinder kan deltage i. Det blev etableret i 1850 af Rob Morris, en advokat og lærer fra Boston, Massachusetts, som havde været offentlig person for frimurerne. Broderskabet baseres på lærdom fra Bibelen, men er åben for folk af alle guddommelige overbevisninger. Organisationen har omkring 10.000 afdelinger i tyve lande og omkring 500.000 medlemmer i alt. Medlemmer af ordenen er i alderen 18 år og opefter; mænd skal være mesterfrimurere og kvinder skal have særlige forbindelser til frimurere. Oprindeligt skulle kvinder være datter, enke, kone, søster eller mor til en mester, men ordenen tillader nu andre slægtninge så vel som de tillader Jobs Døtre, Rainbow Girls, medlemmer af Organization of Triangle (kun NY) og medlemmer af Constellation of Junior Stars (kun NY) at blive medlemmer, når de bliver myndige.